# 肖蒙德旺当维莱
肖蒙德旺当维莱（法語：Chaumont-devant-Damvillers，法語發音：[ʃomɔ̃ dəvɑ̃ dɑ̃vile]，意为“当维莱前方的肖蒙”）是法国默兹省的一个市镇，属于凡尔登区。

## 地理
肖蒙德旺当维莱（49°18'25"N, 5°25'33"E）面积5.35 平方千米，位于法国大東部大區默兹省，该省份为法国西北部内陆省份，北与比利时接壤，西接马恩省和阿登省，南至上马恩省和孚日省，东临默尔特-摩泽尔省。
与肖蒙德旺当维莱接壤的市镇（或旧市镇、城区）包括：阿扎讷和苏马扎讷、当维莱、穆瓦雷弗拉巴克雷皮翁、罗马涅苏莱科特、维尔德旺肖蒙。
肖蒙德旺当维莱的时区为UTC+01:00、UTC+02:00（夏令时）。

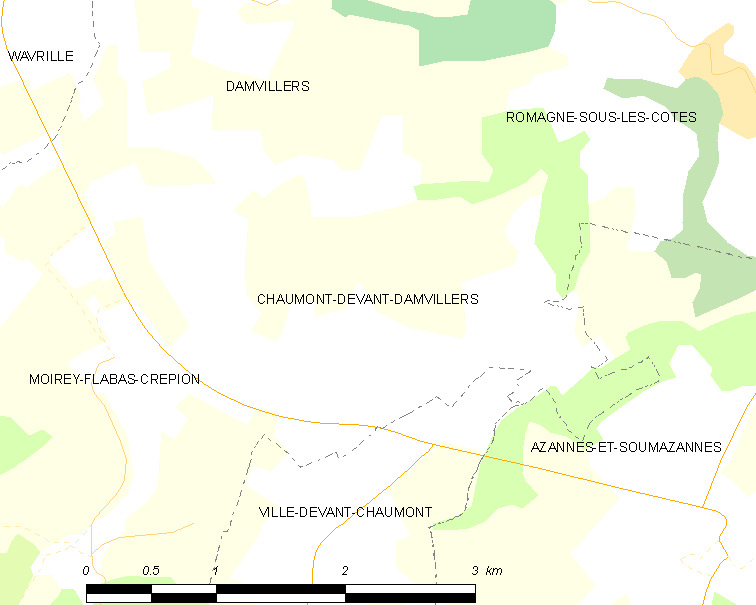
肖蒙德旺当维莱的OSM定位图

## 行政
肖蒙德旺当维莱的邮政编码为55150，INSEE市镇编码为55107。

## 政治
肖蒙德旺当维莱所属的省级选区为蒙梅迪县。

## 人口

1962-2008年间肖蒙德旺当维莱人口变化图示

肖蒙德旺当维莱于2022年1月1日时的人口数量为46人。